# کریسمس سفید (فیلم)
کریسمس سفید (انگلیسی: White Christmas) فیلمی در ژانر موزیکال و کمدی رمانتیک به کارگردانی مایکل کورتیز است که در سال ۱۹۵۴ منتشر شد.

## بازیگران
- بینگ کرازبی
- دنی کی
- رزماری کلونی
- ورا-الن
- دین جاگر
- ماری ویکس
- جورج چاکیریس
- کارل اسویتسر
- گوین گوردن
- گریدی ساتن